# El Kid
El Kid é um personagem fictício do gênero western, criado pelo escritor italiano Gian Luigi  Bonelli (o mesmo de Tex), nos anos 40/50, desenhado por Dino Battaglia (primeira fase) e Gino D'Antonio e Renzo Calegari (segunda fase). El Kid é um jovem pistoleiro que vive na fronteira setentrional do México, defendendo seu povo contra injustiças, ataque de Apaches etc.